# Nikolaj Ivanovič Zaremba

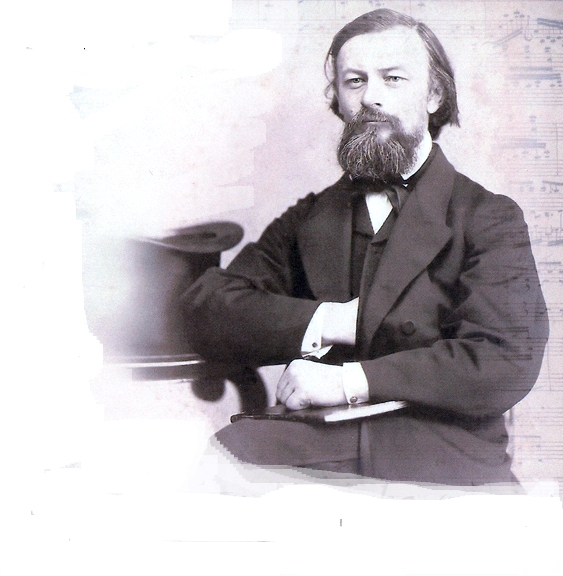
Nikolaj Zaremba (circa 1860)

Nikolaj Ivanovič Zaremba (in russo Николай Иванович Заремба?; Vicebsk, 15 giugno 1821 – San Pietroburgo, 8 aprile 1879) è stato un docente e compositore russo.

## Biografia
Fu uno dei primi insegnanti del neo-costituito conservatorio di San Pietroburgo, quando venne fondato nel 1862. Nel 1867 succedette ad Anton Rubinštejn come direttore del conservatorio e vi rimase fino al 1871. Morì a San Pietroburgo nel 1879.
Il suo allievo più famoso fu certamente Pëtr Il'ič Čajkovskij, oltre che Vasilij Il'ič Safonov.
L'estremo conservatorismo di Zaremba si espletò sia nel suo insegnamento in generale e in ciò che si aspettava dai suoi studenti in particolare. Insieme ad Anton Rubinštejn, si oppose alle tendenze musicali innovatrici del Gruppo dei Cinque, verso cui fu sospettoso ed ostile. Cercò invece di conservare ciò che riteneva il meglio della tradizione occidentale del recente passato. Zaremba idolizzò Beethoven, particolarmente le sue ultime opere, ma il suo gusto musicale non andava oltre Mendelssohn. Se qualcuno gli avesse chiesto cosa ne pensasse di Hector Berlioz, Robert Schumann — o, in Russia, di Michail Glinka — Zaremba avrebbe probabilmente dovuto ammettere di non saperne nulla.
Il biografo di Čajkovskij, David Brown, scrisse che la principale carenza di Zaremba era probabilmente l'assoluta mancanza di inventiva musicale e di ogni altra sorta di immaginazione. Additando il manuale di composizione del suo maestro, Adolf Bernhard Marx, Zaremba invitava i suoi studenti a studiare il contrappunto rigoroso, come spiegato da Bellerman. A causa della sua mancanza di inventiva, secondo Zaremba, l'unico modo per migliorare la composizione di uno studente era quello di seguire in maniera pedissequa le regole che aveva appreso.
Zaremba apparentemente aveva poche, se non addirittura nulle, doti creative, avendo composto e pubblicato poco o niente. Secondo quanto si apprende, aveva scritto almeno una sinfonia, un quartetto nello stile di Joseph Haydn, e un oratorio intitolato Giovanni Battista. Per un professore di composizione al conservatorio, questa esiguità di composizioni dovrebbe essere considerata inconsueta. 
Questa mancanza di risultati in materia di composizione può aver contribuito al parere mediocre che si ha generalmente di Zaremba - un punto di vista condiviso, in ultima analisi, anche da Čajkovskij. Poiché Zaremba fu colui che incoraggiò Čajkovskij inizialmente ad applicarsi con maggiore serietà nei suoi studi musicali - dicendogli, fra l'altro, che aveva talento indiscutibile - e lo spinse a lavorare alacremente, una tale mancanza di composizioni da parte di Zaremba potrebbe aver reso doppiamente perplesso Čajkovskij.